# Livre de coloriage

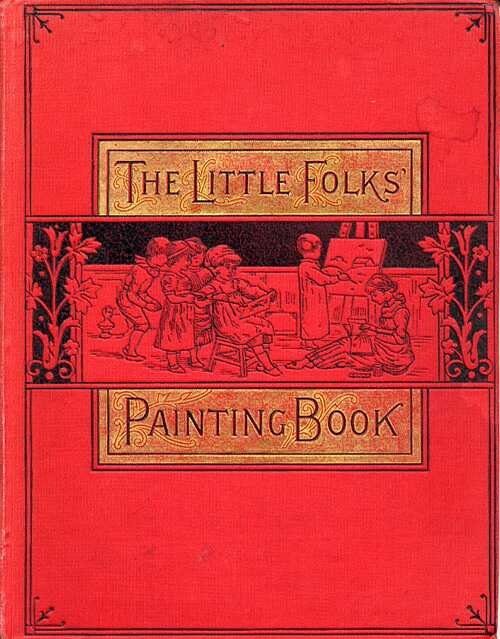
The Little Folks Painting Book, publié en 1879 aux États-Unis, est considéré comme le premier livre de coloriage.

Un livre de coloriage est un livre ou un cahier contenant des dessins au trait que le lecteur doit mettre en couleur avec des crayons, des feutres, de la peinture ou par tout autre moyen. Les livres de coloriage sont généralement destinés aux enfants, bien qu'il en existe aussi pour adultes.

## Histoire

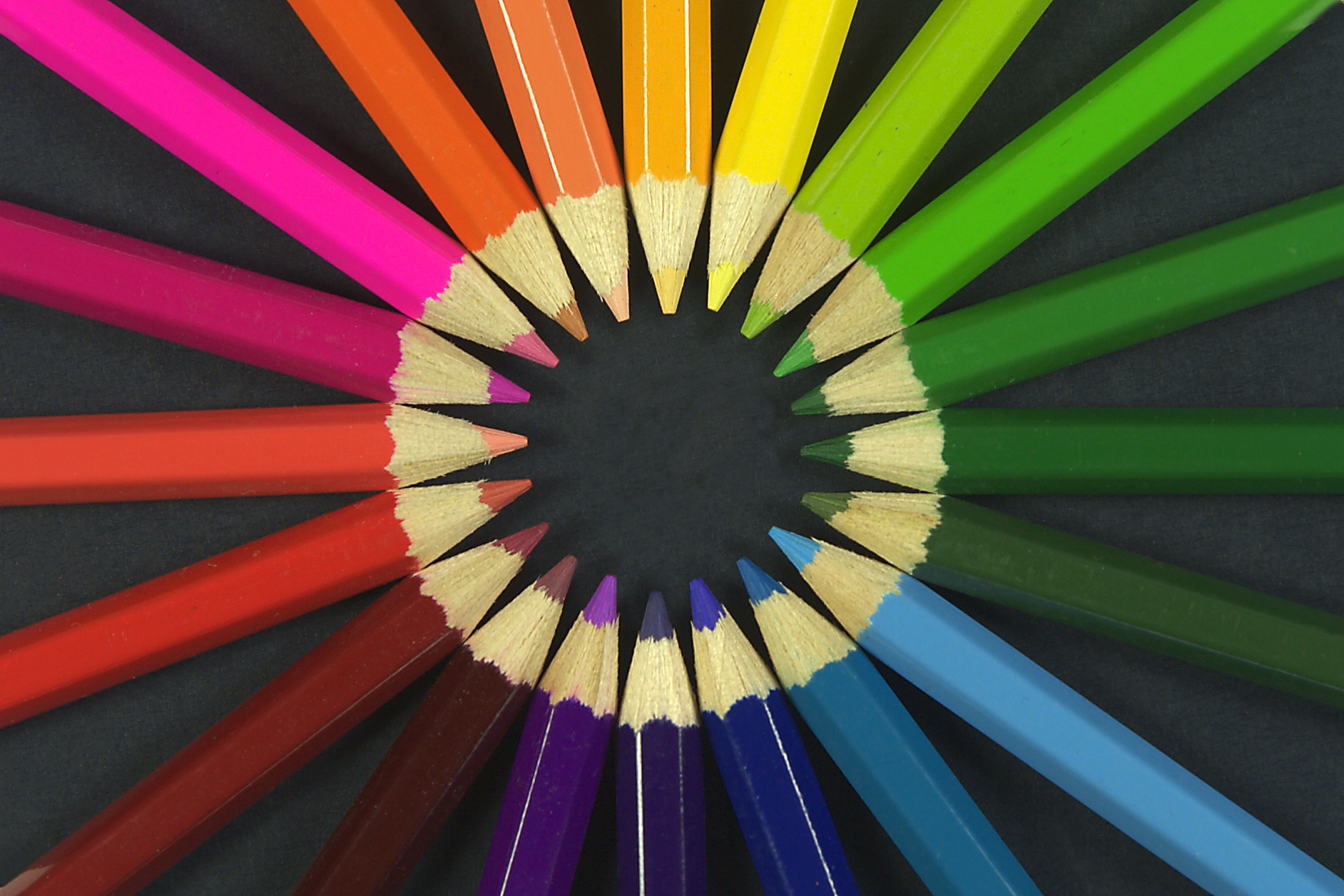
Les crayons ont remplacé la peinture comme moyen courant de coloriage.

Les livres à peindre ou à colorier sont apparus aux États-Unis au cours du mouvement de « démocratisation de l'art », inspiré par une série de conférences du peintre britannique Joshua Reynolds (1723-1792) et par les œuvres du pédagogue suisse Johann Heinrich Pestalozzi (1746-1827) et de son élève Friedrich Fröbel (1782-1852). De nombreux éducateurs conclurent que tous les élèves, quel que soit leur milieu, profiteraient d'une éducation artistique comme moyen d'améliorer leur compréhension abstraite du réel, de développer leurs capacités cognitives et d'améliorer une habileté qui leur serait utile pour trouver un travail, ainsi que pour l'édification spirituelle des enfants. On attribue aux frères McLoughlin Brothers l'invention du livre de coloriage, par leur publication dans les années 1880 de The Little Folks' Painting Book, en collaboration avec Kate Greenaway. Ils publièrent des livres de coloriage jusque dans les années 1920, quand McLoughlin Brothers fut intégré à Milton Bradley Company.
Un autre pionnier du genre fut Richard F. Outcault. Il créa en 1907 le Buster's Paint Book, qui reprenait le personnage de Buster Brown, qu'il avait inventé en 1902. Ce livre fut publié par Stokes Company et lança la mode d'utiliser des livres de coloriage pour faire la promotion de toute une série de produits, y compris du café et des pianos. Jusque dans les années 1930, ces livres étaient conçus pour être peints, et non pas coloriés. Lorsque les crayons devinrent d'un usage courant dans les années 1930, les livres continuèrent à être conçus pour être peints ou coloriés.

## Usages éducatifs

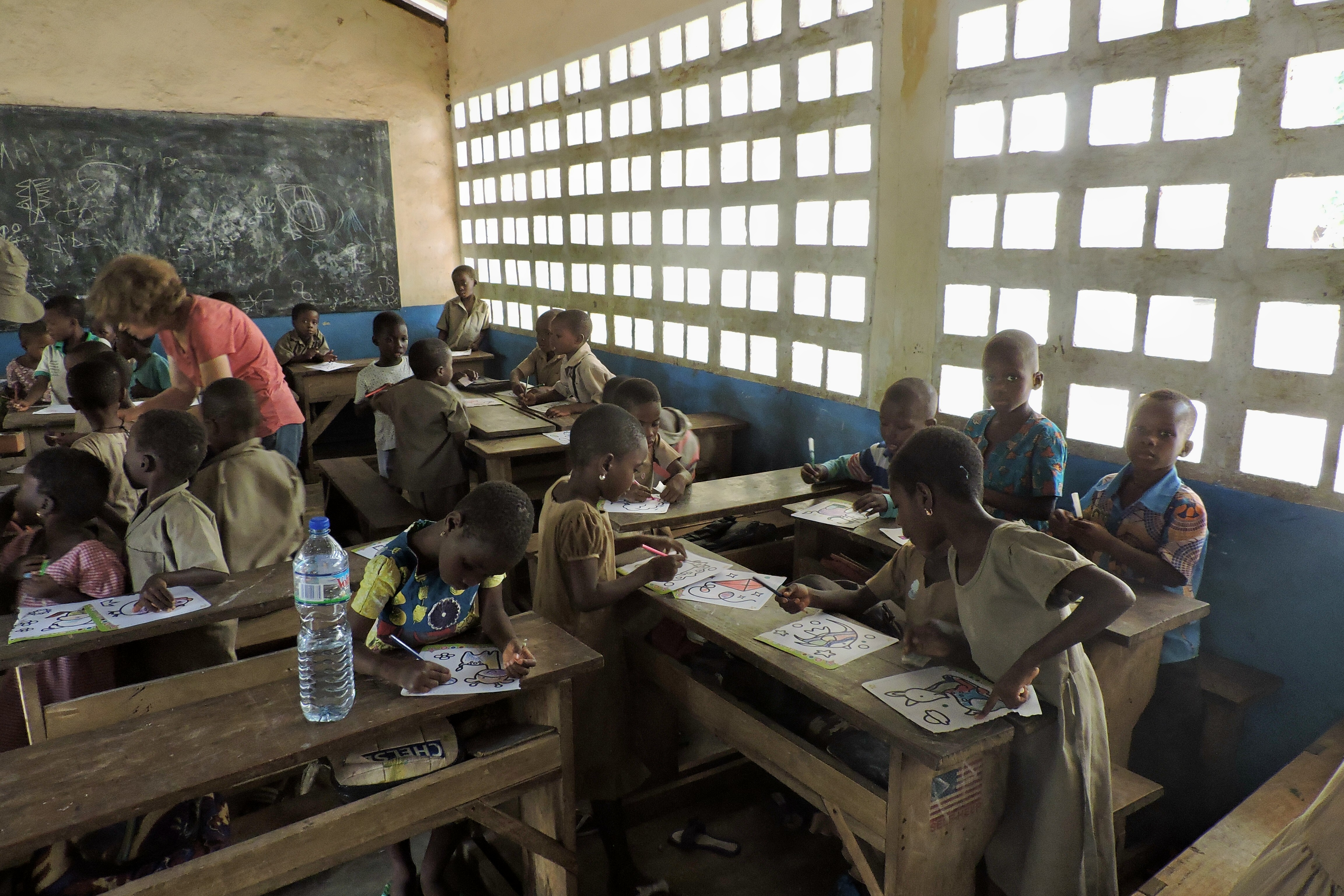
Séance de coloriage dans une école de Wonougba (Togo), 2017

Médium principalement non verbal, le livre de coloriage est largement utilisé pour l'éducation auprès de publics qui ne parlent ni ne comprennent le langage des instructions et de la communication. On utilise par exemple des livres de coloriage au Guatemala pour apprendre aux enfants les « hiéroglyphes et les motifs artistiques mayas » ou pour éduquer les enfants des travailleurs agricoles aux « façons dont les pesticides sont transportés du travail à la maison ». Les livres de coloriage sont aussi réputés aider  les élèves à appréhender des concepts qui sans cela ne les intéresseraient pas. Depuis les années 1980, plusieurs éditeurs ont aussi publiés des livres de coloriage éducatifs sur des sujets de niveau universitaire comme l'anatomie ou la physiologie, où mettre en couleur de nombreux schémas détaillés est utilisé comme une aide à l'apprentissage.
Il existe aussi un manuel d'excellente réputation sur le langage de programmation Fortran titré A Fortran Coloring Book, qui se présente comme un livre de coloriage humoristique.

## Usages thérapeutiques

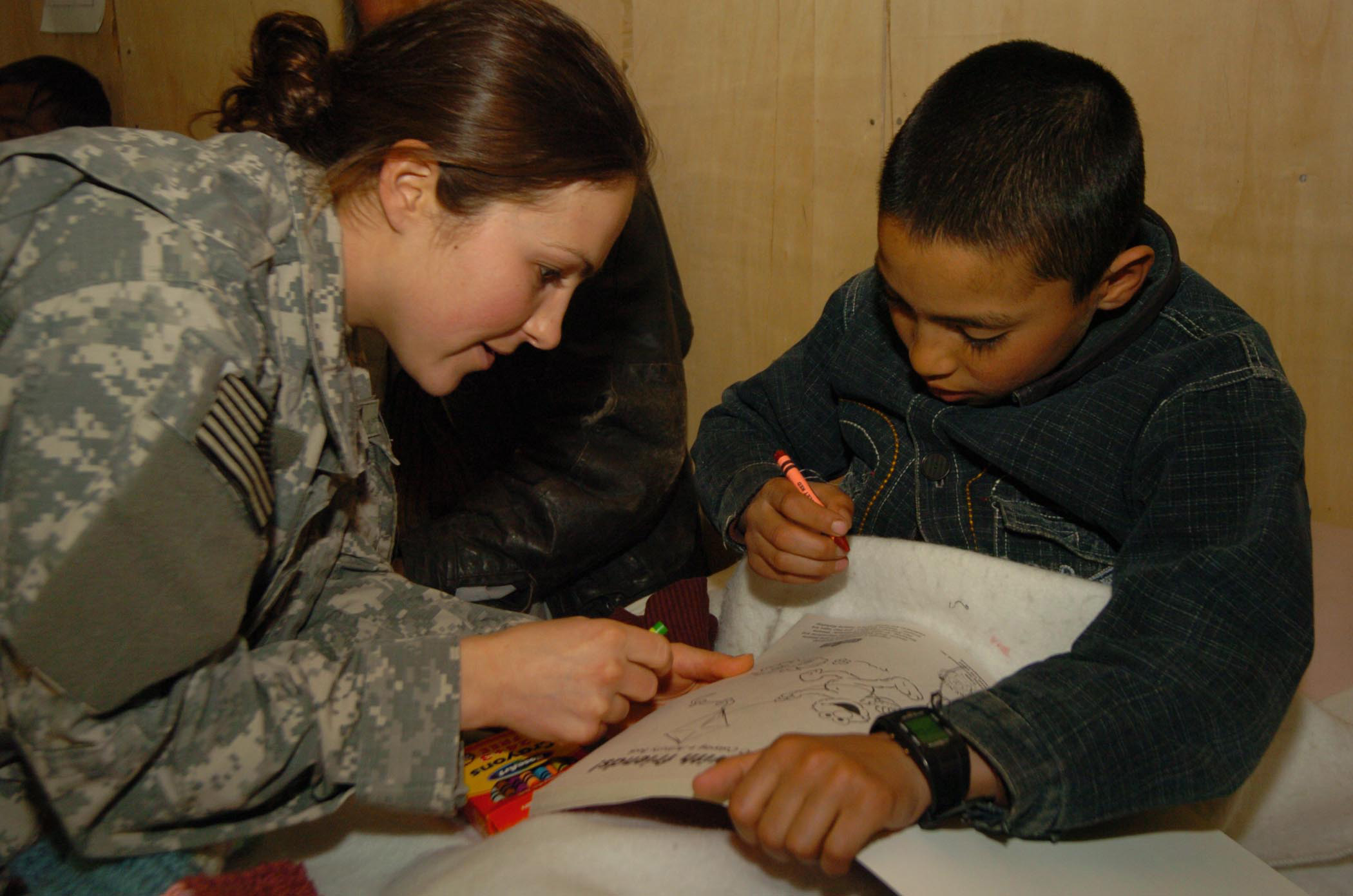
Une soldate américaine explique à un enfant afghan hospitalisé l'usage d'un cahier de coloriage (fév. 2009).

Les livres de coloriage sont largement utilisés dans les professions de santé comme outils éducatifs. Une infirmière, essayant de limiter le traumatisme de la chirurgie infantile, a décrit dans une publication académique comment l'utilisation d'un livre de coloriage « peut aider l'enfant à comprendre ce qui va lui arriver. ». Ces livres sont utilisés pour la rééducation des victimes d'accidents pour les aider à rétablir la coordination entre leur main et leurs yeux, ainsi qu'auprès d'enfants autistes, aussi bien pour leur distraction que pour leur effet apaisant. Certains enfants autistes réagissent cependant fortement aux couleurs vives et l'usage de peinture et de pinceaux peut conduire à des accidents susceptibles de les affecter considérablement. Pour cette raison, un logiciel de coloriage peut constituer une meilleure solution.

## Utilisations politiques
Les livres de coloriage ont parfois été utilisés dans un but politique. En 1968, a commencé à circuler aux États-Unis le Black Panther Coloring Book. Ce livre, qui montre des hommes et enfants noirs en train de tuer des cochons habillés en policiers, n'a pas été créé par le Black Panther Party, mais par le FBI dans le cadre du programme COINTELPRO destiné à discréditer l'organisation,.
Le terme et le concept de « livre de coloriage » ont été adoptés par l'artiste féministe Tee Corinne comme outil d'émancipation féminine. Corinne a fait des dessins au crayon de sexes féminins, qu'elle a ensuite encrés et imprimés sur papier fort. Elle a publié une partie d'entre eux en 1975 sous le nom de The Cunt Coloring Book (littéralement : « Le Livre de coloriage du con »).

« Aucun autre nom ne semblait vraiment aller, bien que le mot « cunt » ne soit pas un avec lequel j'étais particulièrement à l'aise. Mais l'allitération était jolie. J'ai aussi aimé l'idée de combiner un terme de la rue désignant l'organe sexuel avec un livre de coloriage, parce que ce sont deux moyens par lesquels nous découvrons le monde dans notre enfance. »

En 1962, le dessinateur Mort Drucker s'est associé avec l'humoriste Paul Laikin (en) pour créer le John F. Kennedy Coloring Book, qui s'est vendu à 2 500 000 exemplaires.

## Livres de coloriage pour adultes
Les livres de coloriage pour adultes ont rencontré un succès important en librairies en France à partir de 2012, se vendant à plusieurs dizaines de milliers d'exemplaires ; plusieurs éditeurs français proposent désormais une gamme de livres de coloriage pour adultes,. Cette popularité se retrouve aussi dans les pays anglo-saxons,,, et en Espagne.